# Diabolic (rappare)
Sean George, känd under sitt artistnamn Diabolic är en amerikansk rappare från untington Station, Long Island, New York. Han började få uppmärksamhet efter att ha medverkat på det dolda spåret efter låten Dance With The Devil på Immortal Technique's debutalbum Revolutionary Vol. 1. I början av 2000-talet blev han känd som en battlerappare och har battlat med rappare såsom Immortal Technique, Mecca, Iron Solomon, Rhymefest och andra. Även om han varit känd en längre tid i undergroundkretsar så släppte han inte sitt debutalbum Liar & A Thief förrän i april 2010.

## Diskografi

### Album
- Liar & A Thief (2010)
- Fightin' Words (2014)

### Mixtapes
- The Foul Play Mixtape (2007)

### EP
- Triple Optix EP (2004)

### Singlar
- Mission Statement (2012)